# Samsaribergen
Samsaribergen (georgiska: სამსრის ქედი, Samsris kedi), eller Abul-Samsaribergen (აბულ-სამსრის ქედი), är en bergskedja i Georgien. Den ligger i den centrala delen av landet, 100 km väster om huvudstaden Tbilisi. Den högsta toppen är Didi Abuli, 3 301 meter över havet. Samsaribergen är en del av Lilla Kaukasus.